# Mê cung ký ức
Mê cung ký ức (tiếng Anh: Trance) là một bộ phim tâm lý ly kỳ của Anh 2013 do Danny Boyle đạo diễn với khâu kịch bản của Joe Ahearne và John Hodge từ cốt truyện của Ahearne. Phim có sự góp mặt của James McAvoy, Vincent Cassel và Rosario Dawson. Buổi lễ ra mắt phim toàn cầu diễn ra ngày 19 tháng 3 năm 2013 tại Luân Đôn. Phim khởi chiếu tại Việt Nam ngày 3 tháng 5 năm 2013.

## Diễn viên
- James McAvoy vai Simon
- Vincent Cassel vai Franck
- Rosario Dawson vai Elizabeth
- Danny Sapani vai Nate
- Matt Cross vai Dominic
- Wahab Sheikh vai Riz
- Mark Poltimore (Baron Poltimore thứ bảy)[5] as Francis Lemaitre
- Tuppence Middleton vai Người phụ nữ trong chiếc xe đỏ
- Simon Kunz vai bác sĩ phẫu thuật
- Michael Shaeffer vai bảo vệ #1
- Tony Jayawardena vai bảo vệ #2
- Vincent Montuel vai nhân viên phục vụ
- Jai Rajani vai người trông giữ bãi đậu xe
- Spencer Wilding vai kẻ trộm 60's
- Gursharan Chaggar vai người đưa thư
- Edward Rising vai người bán đấu giá 60's